# 筒井信隆
筒井 信隆（つつい のぶたか、1944年11月10日 - ）は、日本の政治家、弁護士。衆議院議員（5期）、農林水産副大臣などを歴任した。

## 略歴
神奈川県川崎市生まれ。新潟県立柏崎工業高等学校機械科、早稲田大学法学部卒業。
1967年、22歳で司法試験に合格。司法修習第22期を修了し、1970年に法律事務所を開業。
1990年第39回衆議院議員総選挙で初当選。
2000年第42回衆議院議員総選挙では、民主党公認で新潟6区から出馬し再選。
2003年第43回衆議院議員総選挙では、引退した高鳥修に代わって出馬した高鳥修一を破り、3選。
2005年第44回衆議院議員総選挙では民主党が苦戦する中、4選。
2009年8月の第45回衆議院議員総選挙で5選。
2010年9月、農林水産副大臣に就任。
2011年9月、農林水産副大臣に再任。2012年9月民主党代表選挙では川上義博らと「女性宰相を誕生させる会」を発足させ、田中眞紀子を総理大臣にしようとしたが、田中が民主党代表選挙への出馬を拒否したため頓挫した。
2013年9月、政界を引退した。
2015年春の叙勲で旭日重光章受章。
2019年、立憲民主党新潟県連顧問に就任。
2021年6月、同党を離党、県連顧問を辞任した。

## 報道に関する裁判
2012年5月、李春光事件において、筒井にのみ提供された機密文書が漏洩していたことが読売新聞にて報じられた。筒井は「機密文書が漏洩」と報じた記事で名誉を害されたとして、読売新聞に対する損害賠償請求訴訟を東京地方裁判所に起こした。2015年6月15日、東京地方裁判所は、「報道は真実ではない」と認定し、読売新聞に対し名誉を毀損したとして330万円の支払いを命じた。2016年1月26日、控訴審判決で東京高等裁判所は一審に続き名誉毀損を認定し330万円の支払いを命じた。2016年7月28日、最高裁判所は上告を棄却し、二審の東京高裁の判決が確定した。

## 政策・主張
- 2008年6月12日、民主党副代表の前原誠司が農家への戸別所得補償について否定的な見解を示したことに対し、「前原誠司副代表の妄言を糾弾し、その『退場』を勧告する」と題したメールを、ネクスト農林水産大臣経験者の山田正彦、篠原孝、筒井の連名で民主党所属議員に配信した[12]。

## 選挙歴
| 当落 | 選挙                   | 執行日         | 年齢 | 選挙区    | 政党       | 得票数     | 得票率 | 定数 | 得票順位 /候補者数 | 政党内比例順位 /政党当選者数 |
| ---- | ---------------------- | -------------- | ---- | --------- | ---------- | ---------- | ------ | ---- | ------------------ | ---------------------------- |
| 落   | 第38回衆議院議員総選挙 | 1986年07月06日 | 41   | 旧新潟4区 | 日本社会党 | 5万7560票  | 22.95% | 2    | 3/6                | /                            |
| 当   | 第39回衆議院議員総選挙 | 1990年02月18日 | 45   | 旧新潟4区 | 日本社会党 | 8万2603票  | 31.64% | 2    | 1/5                | /                            |
| 落   | 第40回衆議院議員総選挙 | 1993年07月18日 | 48   | 旧新潟4区 | 日本社会党 | 5万9064票  | 23.40% | 2    | 3/5                | /                            |
| 落   | 第41回衆議院議員総選挙 | 1996年10月20日 | 51   | 新潟6区   | 無所属     | 10万3307票 | 46.41% | 1    | 2/4                | /                            |
| 当   | 第42回衆議院議員総選挙 | 2000年06月25日 | 55   | 新潟6区   | 民主党     | 11万9734票 | 49.26% | 1    | 1/3                | /                            |
| 当   | 第43回衆議院議員総選挙 | 2003年11月09日 | 59   | 新潟6区   | 民主党     | 8万9693票  | 40.65% | 1    | 1/4                | /                            |
| 当   | 第44回衆議院議員総選挙 | 2005年09月11日 | 60   | 新潟6区   | 民主党     | 11万4081票 | 50.17% | 1    | 1/3                | /                            |
| 当   | 第45回衆議院議員総選挙 | 2009年08月30日 | 64   | 新潟6区   | 民主党     | 12万4894票 | 55.35% | 1    | 1/4                | /                            |
| 落   | 第46回衆議院議員総選挙 | 2012年12月16日 | 68   | 新潟6区   | 民主党     | 6万6564票  | 37.15% | 1    | 2/3                | /                            |

## 著書
- 『家族の法律相談』（筑摩書房）
- 『バイオマス文明構想』（日本評論社）
- 『カオスの中の対立軸』（悠々社）等々